# Julie Duprat
Julie Duprat est une archiviste-paléographe et conservatrice des bibliothèques française, active à partir de la fin des années 2010. Ses travaux portent sur l'histoire de l'esclavage et plus précisément sur la présence d'Afro-descendants à Bordeaux ou plus largement en France aux XVIIIe et XIXe siècles.

## Biographie
Julie Duprat est diplômée de l’École nationale des chartes, où elle soutient en 2017 sa thèse intitulée Présences noires à Bordeaux : passage et intégration (1763-1792). Elle étudie le parcours et la descendance à Bordeaux d'esclaves amenés en métropole par leur propriétaire, affranchis ou non,. Son domaine de recherche s'étend à leur implication sous la Révolution.
Elle mène sur ce thème un travail de vulgarisation sur son site web et anime des conférences

## Ouvrages
- Présences noires à Bordeaux - passage et intégration des gens de couleur à la fin du XVIIIe siècle : Thèse soutenue à l’École nationale des chartes, 2017 (lire en ligne)
- « La correspondance d'Isaac et Louise Louverture : s'écrire, se penser », dans Lumières, n°35, Les minorités noires en France, Presses universitaires de Bordeaux, 2020 (ISBN 979-10-300-0924-8, lire en ligne)
- Bordeaux métisse : esclaves et affranchis de couleur du XVIIIe siècle à l'Empire, Éditions Mollat, octobre 2021, 216 p. (ISBN 978-2358770262)[5]
- avec Maboula Soumahoro, Histoire et mémoire de l'Entrepôt Lainé, 2024 (lire en ligne)
- Casimir Fidèle - Parcours d'un affranchi, 1748-1796, CNRS, septembre 2025, 180 p.

### Participations
- Dictionnaire des gens de couleur dans la France moderne : Entrée par année (fin XVIe siècle - 1792), vol. III : Le midi, Éditions Droz, 2017, 1196 p. (ISBN 9782600047043)
- Échanges et Métissage des cultures matérielles entre la Nouvelle-Aquitaine et les outre-mers (XVIIIe-XIXe siècles), Pessac, Maison des Sciences de l'Homme d'Aquitaine, 2021, 282 p. (ISBN 978-2-85892-610-7, lire en ligne)